# جو شيرمان
جو شيرمان (بالإنجليزية: Joe Sherman)‏ هو لاعب كرة قاعدة أمريكي، ولد في 4 نوفمبر 1890 في Yarmouth, Massachusetts ‏ في الولايات المتحدة، وتوفي في 21 ديسمبر 1987 في كيب كورال في الولايات المتحدة.